# Fuero de Jaca
El Fuero de Jaca es una carta de población otorgada por el rey aragonés Sancho Ramírez a la villa de Jaca para convertirla en una ciudad, datado tradicionalmente en 1063 y, más modernamente, en 1076 o 1077. Estaba redactado en latín (original perdido), pero sí se ha conservado la copia más antigua existente de un fuero en lengua romance, que ya no se corresponde con el provenzal, sino con una variante catalogada como "provenzal cis-pirenaico aragonés", según la denomina Mauricio Molho, quien lo publica en 1964. Contenía unas 24 disposiciones y era, por tanto, un fuero breve.
Su finalidad era, de acuerdo con su texto, dispensar a sus habitantes de los "malos fueros", confirmando los "bonos fueros" que habían sido solicitados con anterioridad, dentro del contexto de una política de atracción de población franca, que llegaba a través del Camino de Santiago (vía Somport-Jaca-Sangüesa-Estella) para fomentar su desarrollo. 
Se extendió fuera de Aragón y juristas locales lo ampliaron. Posteriormente, fue objeto de confirmación por los reyes en varias ocasiones, generándose una escuela en torno a él (fuero extenso), que resultó en la elaboración de diversas compilaciones redactadas en romance. A medida que fue extendiéndose su uso, fue perdiendo su carácter estrictamente local, siendo adaptado a las particularidades de las nuevas zonas donde era aplicado.
Sirvió de base para los Fueros de Aragón de 1247. 

## Estructura
Está redactado en latín con aclaraciones en romance y es muy breve (se hacen constar unos veinticuatro preceptos).
Sobre la base común de este fuero latino de Sancho Ramírez se redactan más tarde las compilaciones romances, que son, en general, versiones muy ampliadas. Estas parten de versiones intermedias, no conocidas pero cuya existencia se deduce de las redacciones romances conservadas (aunque no es posible deducir en qué lengua estaban redactadas).
Gracias a los estudios e investigaciones de Mauricio Molho, hoy se conocen siete códices de las redacciones romances del Fuero de Jaca. Independientemente de su origen, los códices están redactados en una de estas lenguas romances: o en occitano (provenzal, según M. Molho, aunque parece más idóneo emplear el término occitano), que son la mayoría; o en aragonés (o, si se quiere, navarro-aragonés, cuando la redacción proviene de Navarra, además de otros términos castellanos. 
«Muytos infanzons a(n) castiellos e villas en os quals terminos…»
«Moltz infançons an castels et uilas et altres infançons...»
«De mulier que avra marido e fara adulterio.»
«De muller que a marit si fara adulteri con altre.»

## Contenido
El primitivo fuero procede del «rey de los aragoneses y de los pamploneses» Sancho Ramírez, en 1063, quien desea establecer una «ciudad» en su «villa» de Jaca. 
En la carta se dispensa a los habitantes de los «malos fueros», que consistirían en pesados tributos o cargas vejatorias, y confirma a los pobladores los «buenos fueros» que le solicitaron.
Es un fuero de francos, en cuanto su propósito es atraer población de más allá de los Pirineos, mediante la garantía de su libertad y la consideración de los burgueses o mercaderes en plano de igualdad con los caballeros, así como mediante la protección de la propiedad privada y la facilidad de su adquisición.

## Familia de fueros de Jaca
El Fuero de Jaca es trasplantado fuera de Aragón, y el propio Sancho Ramírez lo utiliza en la creación de Estella el año 1090, concediéndolo Alfonso I a Sangüesa en 1122 y al barrio de San Cernín, de Pamplona, el año 1129, donde en el mismo siglo se extiende a la Navarrería y San Nicolás, restantes barrios de la ciudad, en tanto a través del Fuero de Estella se extiende a San Sebastián y gran parte de la costa guipuzcoana. Parece inspirar el Fuero de Olorón, en Francia, y se extiende por los territorios aragoneses pirenaicos o cercanos.
El Fuero evoluciona, y en 1134 Ramiro “el Monje” concede a Jaca las franquicias de que disfrutaban los burgueses de Montpellier, en tanto que a lo largo del siglo XII diversos prácticos proceden a completarlo con gran acierto y prestigio, pues Alfonso II en 1187 declara saber que de Castilla, Navarra y otras tierras suelen acudir a Jaca para conocer las buenas costumbres y los fueros, y todavía en agosto de 1342, los jurados y hombres buenos de la ciudad responden a una consulta realizada por los Veinte jurados y hombres buenos de la ciudad de Pamplona, dada la confusión que experimentaban al poseer diversos ejemplares del Fuero no concordantes.
A fines del siglo XII, el Fuero de Jaca está prácticamente vigente en la «Montaña», y aun en la «Tierra nueva» situada al sur, donde se desarrolla la vida ganadera y mercantil, que tiene su foco de contratación en la feria anual que se celebra en la ciudad, contrastando con la tradición visigoda del Liber Iudiciorum.
Al desarrollarse el ordenamiento nacional aragonés, con base en la foralidad militar o de infanzones y en la tradición visigoda, los foristas siguen elaborando redacciones del Fuero, cada vez más extensas y adaptadas a la nueva situación, y que no se limitan al ámbito local de Jaca, aprovechándose entre otros sitios, como en Huesca. 
Las nuevas redacciones no corresponden ya al modelo de foralidad burguesa, sino a un fuero militar o de infanzones, salvo algunos recuerdos y, progresivamente, el Fuero de Jaca va cediendo ante la vitalidad del Fuero de Aragón y, sobre todo, de las colecciones oficiales de los Fueros de Aragón.
En el Archivo Municipal de Jaca se conservan tres copias del Fuero. Dos de ellas, en pergamino, fueron realizadas en el siglo XII. La tercera, redactada en el siglo XIII, está incluida en el conocido como Libro de la Cadena, cuyo texto completo puede consultarse a través del buscador DARA, Documentos y Archivos de Aragón.